# ミッキーの大時計
『ミッキーの大時計』（ミッキーのおおどけい、原題：Clock Cleaners）は1937年10月15日に公開されたウォルト・ディズニー・カンパニーが制作したアニメーション短編映画作品。ミッキーマウスの短編映画シリーズの一作品である。またミッキーマウスの短編映画がスクリーンで公開されたのはアメリカで1983年公開の『ミッキーのクリスマスキャロル』以来3年ぶりのことである。

## あらすじ
ある大都会の大時計でミッキー、グーフィー、ドナルドの三人は、点検の為の大掃除をしていた。そんな時ドナルドは発条の掃除に取り組むが、うっかりモップに引っ掛かってしまい解いてしまった。悪戦苦闘してぜんまいを戻そうとするも飛び出したバネに弾き飛ばされたドナルドの頭が駆動中の歯車に挟まってしまい、歯車の動きに振り回された末に、座っていても勝手に頭や尻が歯車のように動き出すようになる。
一方、ミッキーは時計内部に昼寝中のコウノトリを見つけた。彼は起こそうするが、寝惚けているコウノトリに悪戦苦闘する。その頃、グーフィーは大鐘の埃払いをしようするが、鐘鳴らしの為のカラクリに邪魔された挙句、からくりに頭を叩かれて酩酊状態に陥ってしまった。時計板磨きの最中に気絶したままふらふらと塔を歩くグーフィーを見つけたミッキーは慌ててグーフィーを助けようとするが、奮闘むなしくグーフィーは高層ビルの下へと落下してしまう。不幸中の幸いにも、グーフィーはビルの窓に掲げられていたポールに両足で着地し、たわんだポールの反動で再びビルへ向って飛び上がる。飛び上がってきたグーフィーに巻き込まれる形でミッキーも一緒に時計塔の内部に吹き飛ばされて事なきを得たものの、ようやくぜんまいの修理を終えようとしていたドナルドのところへ飛び込んでしまい、3人そろって再び歯車に巻き込まれ、頭や尻が勝手に動き出すようになってしまうのだった。

## スタッフ
- 製作：ウォルト・ディズニー
- 音楽：オリバー・ウォレス、ポール・J・スミス
- 作画：チャック・ワンマン、アル・ユースター、ウォルフガング・ライザーマン、ビル・ロバーツ
- 監督：ベン・シャープスティーン

## キャスト
| キャラクター   | 原語版               | 旧吹き替え版 | 新吹き替え版 |
| -------------- | -------------------- | ------------ | ------------ |
| ミッキーマウス | ウォルト・ディズニー | 後藤真寿美   | 青柳隆志     |
| ドナルドダック | クラレンス・ナッシュ | 関時男       | 山寺宏一     |
| グーフィー     | ピント・コルヴィッグ | 小山武宏     | 島香裕       |
| ナレーション   | -                    | 江原正士     | -            |

## 映像ソフト化
- 『夢と魔法の宝石箱 がんばれミッキー』（VHS、バンダイ、旧吹き替え版）
- 『Disney ミッキーマウス/70thアニバーサリー・アルバム』（VHS、ブエナ ビスタ ホーム エンターテイメント、新吹き替え版）
- 『みんなだいすき ミッキー!』（VHS・DVD、ブエナ・ビスタ・ホームエンターテイメント、新吹き替え版）
- 『ミッキーマウス／カラー・エピソード Vol.1 限定保存版』（DVD、ブエナ ビスタ ホーム エンターテイメント、新吹き替え版）